# ヤーレンズのオールナイトニッポン0(ZERO)
ヤーレンズのオールナイトニッポン0(ZERO)（ヤーレンズのオールナイトニッポンゼロ）は、ニッポン放送で毎月最終日曜日（毎月最終土曜日深夜）に放送されているラジオ番組。2024年4月28日（27日深夜）に放送が開始された。
お笑いコンビのヤーレンズ（楢原真樹・出井隼之介）がパーソナリティを務める。

## 概要
2023年の1月に『オールナイトニッポンPODCAST』の土曜月替わり枠を担当し、『M-1グランプリ2023』で準優勝となった後の2024年1月13日に『オールナイトニッポン0(ZERO)』を単発で担当した。これに対する反響が大きかったことから、2024年3月14日に行われた『オールナイトニッポン0(ZERO)』新パーソナリティの記者会見でヤーレンズが毎月最終土曜日の新パーソナリティを務めることが発表された。
後述しているように、そのあとに放送される『ひろたみゆ紀のサンデー早起き有楽町』との交流が盛んで、2024年12月28日に放送されたときにはひろたみゆ紀が番組の中盤で出演し、2人に対して、『M-1グランプリ2024』の感想を聞くなどして、いわゆる「ラジオ長屋」ならではのトークとなった。

## 放送時間
- 毎月最終日曜 3:00-5:00（毎月最終土曜深夜）

## パーソナリティ
- ヤーレンズ

## ゲスト及びその他の出演者
- 2024年6月30日（29日深夜） - ひろたみゆ紀
  - 次枠の『ひろたみゆ紀のサンデー早起き有楽町』とクロストーク出演。
- 2024年9月1日（8月31日深夜） - 令和ロマン
- 2024年10月27日（26日深夜） - コットン